# Błażej Kulikowski
Błażej Kulikowski (ur. 3 stycznia 2001) – polski koszykarz, występujący na pozycjach rozgrywającego lub rzucającego obrońcy, od 2023 zawodnik MKS-u Dąbrowy Górniczej. 
24 czerwca 2020 został wypożyczony do zespołu Grupa Sierleccy-Czarni Słupsk. 9 listopada 2023 dołączył do MKS-u Dąbrowy Górniczej.

## Osiągnięcia
Stan na 10 listopada 2023, na podstawie, o ile nie zaznaczono inaczej.

### Drużynowe
Seniorskie
- Zdobywca Pucharu Polski (2023)[5]
- Mistrz I ligi (2021 – awans do EBL)[6]

Młodzieżowe
- Wicemistrz Polski: 
  - juniorów starszych (2020)[7]
  - juniorów (2019)
- Brązowy medalista mistrzostw Polski:
  - kadetów (2017)
  - młodzików (2015)

### Indywidualne
- Zaliczony do I składu mistrzostw Polski:
  - juniorów starszych (2020)[7]
  - juniorów (2019)
  - młodzików (2015)

### Reprezentacja
- Wicemistrz Europy U–18 dywizji B (2019)
- Uczestnik mistrzostw Europy:
  - U–20 (2021)
  - U–16 dywizji B (2017 – 10. miejsce)